# Tháng 4 năm 2005

## Thứ hai, ngày25 tháng 4năm2005
- Bulgaria và România ký hiệp định gia nhập Liên minh châu Âu.
- Trật đường rầy xe lửa ở Amagasaki, Nhật Bản làm chết 73 người.

## Chủ nhật, ngày24 tháng 4năm2005
- Faure Gnassingbé thắng cử trong cuộc bầu cử tổng thống Togo với hơn 60% số phiếu.

## Thứ sáu, ngày22 tháng 4năm2005
- Sau sự thành công của phương án Wikipedia, Microsoft cho rằng để cho độc giả tự bổ sung và sửa đổi các bài viết của họ là một việc làm có lợi. Tổng biên tập cho bách khoa toàn thư Microsoft Encarta, Gary Alt, nói đến việc khai thác kiến thức tự do của vô số người. Khác với các dự án của Tập đoàn Wikimedia, nơi các thay đổi thông thường được phát hành trực tiếp, các thay đổi của Encarta sẽ được kiểm tra bởi các biên tập viên được Microsoft này đặc biệt thâu nhận nhằm để mở rộng cuốn từ điển bách khoa của họ. (n:de: n:en:)

## Thứ năm, ngày21 tháng 4năm2005
- NASA hoãn chuyến bay của tàu vũ trụ Discovery. Thời điểm phóng tàu vũ trụ được ấn định lại vào ngày 22 tháng 5. Như vậy việc tiếp nối các chuyến bay tàu con thoi ở Cape Canaveral từ khi tàu vũ trụ "Columbia" rơi hơn hai năm trước đây tiếp tục bị trì hoãn. (n:de:)

## Thứ tư, ngày20 tháng 4năm2005
- Quốc hội Hy Lạp thông qua Hiến pháp Liên minh châu Âu. (n:de:)
- Alfredo Palacio trở thành tổng thống lâm thời của Ecuador sau khi quốc hội cách chức Lucio Gutíerrez sau một thời gian có nhiều người biểu tình.
- Máy bay rơi ở Tehran. (n:de:)

## Thứ ba, ngày19 tháng 4năm2005
- Đức hồng y người Đức Joseph Ratzinger được bầu làm Giáo hoàng vào ngày thứ hai của hội nghị hồng y, lấy hiệu là Beneđitô XVI. (BBC VNN Lưu trữ ngày 21 tháng 4 năm 2005 tại Wayback Machine VOA)
- Thủ tướng tiểu bang Baden-Württemberg (Đức), Erwin Teufel, xin từ chức. Người kế nhiệm sẽ được bầu vào ngày 27 tháng 4.

## Chủ nhật, ngày17 tháng 4năm2005
- Nhiều bản viết bị mất của Sophocles, Euripides, Archilochus, và tác phẩm cổ điển khác, và có thể cả một số sách Phúc âm Kitô giáo bị mất, đang tìm lại được từ những sách giấy cói ở Oxyrhynchus tại Ai Cập.
- Quan hệ giữa Trung Quốc và Nhật Bản suy thoái khi Trung Quốc bác bỏ yêu cầu của Nhật buộc Trung Quốc phải xin lỗi về những cuộc biểu tình lớn tại một số thành phố Trung Quốc liên quan đến những tranh cãi về sách giáo khoa lịch sử Nhật.

## Thứ tư, ngày6 tháng 4năm2005
- Hoàng thân Rainier III Công quốc Monaco qua đời, thọ 81 tuổi.
- Thay ông là Hoàng tử Albert, 47 tuổi, độc thân. (BBC)

## Thứ hai, ngày4 tháng 4năm 2005
- Israel bắt đầu đổ 10000 tấn rác thải xuống Bờ Tây mỗi tháng. Việc này được xem là vi phạm các hiệp ước quốc tế, và có thể gây ô nhiễm nguồn nước chính của Palestine. (Haaretz Lưu trữ ngày 1 tháng 10 năm 2007 tại Wayback Machine)
- Tổ chức Ân xá Quốc tế cho biết có ít nhất 3797 người bị hành quyết và 7395 người bị kết án tử hình trong năm 2004. (Ân xá Quốc tế Lưu trữ ngày 18 tháng 12 năm 2005 tại Wayback Machine)
- Tổng thống Kyrgyzstan bị lật đổ, ông Askar Akayev chính thức tuyên bố từ chức tại Đại sứ quán Kyrgyzstan ở Nga. (Báo Lao động)
- Kỹ sư người Pháp gốc Việt André Trương Trọng Thi, được xem là "cha đẻ máy vi tính" qua đời tại Pháp sau hơn hai năm rưỡi nằm viện, thọ 69 tuổi. (Tuổi trẻ Lưu trữ ngày 10 tháng 4 năm 2005 tại Wayback Machine)